# Вибори до австрійського парламенту 1911
Законодавчі вибори до Імперської Ради відбувалися в Цислейтанії (на землях австрійської корони) протягом кількох днів у червні та липні 1911 року. Найбільший блок у парламенті сформувала коаліція німецьких національних та ліберальних партій (100 з 516 місць). Явка склала 80,2%.
Це були другі вибори за загальним виборчим правом і останні перед розпадом імперії внаслідок Першої світової війни. Згодом німецькі депутати сформували перший суто австрійський парламент Німецької Австрії.
Українські партії представляв 31 депутат.

## Результати
| Партія                                                           | Голоси    | %     | Місця | +/–   |
| Євреї                                                            | Євреї     | Євреї | Євреї | Євреї |
| ---------------------------------------------------------------- | --------- | ----- | ----- | ----- |
| Єврейська національна партія                                     | 31.781    | 0,70  | 1     | ▼ 3   |
| Італійці                                                         |           |       |       |       |
| Італійська національно-ліберальна партія                         | 41.928    | 0,93  | 5     | ▲ 1   |
| Італійська народна партія                                        | 40.543    | 0,89  | 10    | ▬     |
| Італійська соціал-демократична партія                            | 23.068    | 0,51  | 3     | ▼ 1   |
| Італійська ліберальна партія                                     | 5.925     | 0,13  | 1     | ▬     |
| Італійська ліберальна асоціація фермерів                         | 3.685     | 0,10  | 0     | ▬     |
| Італійські незалежні кандидати                                   | 436       | 0,01  | 0     | ▬     |
| Демократична партія                                              | 321       | 0,01  | 0     | нові  |
| Німці                                                            |           |       |       |       |
| Християнсько-соціальна партія                                    | 608.346   | 13,41 | 75    | ▼ 20  |
| Соціал-демократична партія                                       | 542.549   | 11,96 | 46    | ▼ 4   |
| Аграрна партія                                                   | 106.548   | 2,35  | 22    | ▲ 3   |
| Німецька радикальна партія                                       | 90.523    | 2,00  | 22    | ▲ 8   |
| Німецька народна партія                                          | 71.882    | 1,58  | 21    | ▼ 11  |
| Німецька прогресивна партія                                      | 71.114    | 1,57  | 25    | ▲ 6   |
| Партія німецької свободи[a]                                      | 66.738    | 1,47  | 15    | нові  |
| Німецька національна партія[a]                                   | 28.689    | 0,63  | 4     | ▲ 4   |
| Німецька робітнича партія                                        | 26.670    | 0,59  | 3     | ▲ 3   |
| Клуб фермерів Верхньої Австрії                                   | 22.009    | 0,48  | 0     | ▬     |
| Паннімецька асоціація                                            | 20.527    | 0,45  | 4     | ▲ 1   |
| Асоціація німецьких шахтарів та фермерів                         | 15.301    | 0,34  | 0     | нові  |
| Німецькі незалежні кандидати                                     | 14.934    | 0,33  | 2     | ▲ 2   |
| Німецькі консерватори                                            | 14.597    | 0,32  | 0     | ▼ 1   |
| Незалежні християнські соціалісти                                | 10.299    | 0,23  | 1     | нові  |
| Німецькі технічні кандидати                                      | 7.569     | 0,16  | 0     | нові  |
| Центральний промисловий комітет                                  | 6.422     | 0,14  | 0     | ▬     |
| Вільні соціалісти                                                | 4.074     | 0,09  | 1     | ▬     |
| Консервативна партія німецьких фермерів                          | 3.623     | 0,08  | 0     | ▬     |
| Партія імператорської економічної політики                       | 2.885     | 0,06  | 1     | нові  |
| Соціальні політики                                               | 2.735     | 0,06  | 1     | ▬     |
| Німецька економічна партія                                       | 1.893     | 0,04  | 0     | нові  |
| Поляки                                                           |           |       |       |       |
| Польська народна партія                                          | 185.674   | 4,09  | 24    | ▲ 8   |
| Польська консервативна партія                                    | 137.199   | 3,02  | 17    | ▲ 2   |
| Польська національно-демократична партія                         | 98.460    | 2,17  | 10    | ▼ 4   |
| Польська демократична партія                                     | 84.181    | 1,86  | 13    | ▲ 2   |
| Польська соціал-демократична партія                              | 64.569    | 1,42  | 8     | ▲ 2   |
| Польські незалежні кандидати                                     | 38.028    | 0,84  | 3     | нові  |
| Польська центристська партія                                     | 23.139    | 0,51  | 1     | ▼ 13  |
| Галицька християнсько-соціальна партія[d]                        | 21.982    | 0,49  | 3     | ▲ 2   |
| Незалежні соціалісти                                             | 6.515     | 0,14  | 2     | ▲ 1   |
| Польська пронімецька партія                                      | 5.902     | 0,13  | 0     | нові  |
| Незалежні демократи                                              | 4.302     | 0,10  | 1     | нові  |
| Польська прогресивна демократична партія                         | 2.933     | 0,06  | 1     | ▬     |
| Румуни                                                           |           |       |       |       |
| Румунська національна партія (захист)                            | 38.408    | 0,85  | 4     | ▲ 1   |
| Румунська національна партія (демократи)                         | 11.810    | 0,26  | 1     | ▬     |
| Румунські незалежні кандидати                                    | 5.728     | 0,12  | 0     | ▼ 1   |
| Русини (українці)                                                |           |       |       |       |
| Українська партія–Молода русинська партія (українофіли)          | 326.955   | 7,21  | 23    | ▲ 3   |
| Русска народна партія (москвофіли)                               | 128.160   | 2,82  | 2     | ▼ 3   |
| Українська радикальна партія                                     | 54.701    | 1,20  | 5     | ▬     |
| Українська соціал-демократична партія                            | 21.618    | 0,48  | 1     | ▼ 1   |
| Серби                                                            |           |       |       |       |
| Сербська народна партія                                          | 11.460    | 0,25  | 2     | ▬     |
| Словенці                                                         |           |       |       |       |
| Словенська народна партія                                        | 54.089    | 1,19  | 10    | ▬     |
| Словенська християнсько-соціалістична партія[b]                  | 43.203    | 0,95  | 10    | ▲ 9   |
| Словенська ліберальна партія                                     | 33.170    | 0,73  | 2     | ▼ 2   |
| Словенські націоналісти                                          | 16.858    | 0,37  | 1     | ▼ 1   |
| Словенська соціал-демократична партія[c]                         | 14.368    | 0,32  | 0     | ▬     |
| Словенські пронімецькі кандидати                                 | 5.260     | 0,12  | 0     | ▬     |
| Словенські незалежні кандидати                                   | 3.408     | 0,08  | 0     | ▬     |
| Хорвати                                                          |           |       |       |       |
| Народна партія Далмації                                          | 33.565    | 0,74  | 5     | ▼ 1   |
| Партія Права                                                     | 28.254    | 0,62  | 4     | ▲ 2   |
| Соціал-демократична партія Хорватії та Славонії                  | 329       | 0,01  | 0     | нові  |
| Ховати і словенці                                                |           |       |       |       |
| Слов'янські націоналісти                                         | 20.770    | 0,46  | 3     | нові  |
| Чехи                                                             |           |       |       |       |
| Соціал-демократична партія (автономісти)                         | 357.234   | 7,87  | 25    | ▲ 3   |
| Чеська аграрна партія                                            | 257.717   | 5,68  | 36    | ▲ 9   |
| Католицько-національні консервативні партії в Богемії та Моравії | 128.056   | 2,82  | 7     | ▼ 3   |
| Чеська національно-соціалістична партія                          | 95.901    | 2,11  | 13    | ▲ 7   |
| Християнсько-соціалістичні партії в Богемії та Моравії           | 83.124    | 1,83  | 0     | ▼ 7   |
| Младочехи                                                        | 56.673    | 1,25  | 14    | ▼ 7   |
| Чеська прогресивна народна партія                                | 34.443    | 0,76  | 5     | ▲ 2   |
| Чеська конституціоналістська прогресивна партія                  | 20.881    | 0,46  | 4     | ▲ 3   |
| Соціал-демократична партія (центристи)                           | 19.374    | 0,43  | 1     | нові  |
| Незалежні кандидати                                              | 10.832    | 0,24  | 1     | ▼ 1   |
| Старочехи                                                        | 9.872     | 0,22  | 1     | ▼ 4   |
| Чеські технічні кандидати                                        | 9.836     | 0,22  | 0     | ▬     |
| Чеська прогресивна партія                                        | 4.984     | 0,11  | 0     | ▼ 1   |
| Officials’ Party                                                 | 3.201     | 0,07  | 0     | нові  |
| Чеська національна партія                                        | 1.893     | 0,04  | 0     | ▼ 1   |
| Невідомі або поділені                                            |           |       |       |       |
| Невідомі або поділені голоси                                     | 30.453    | 0,67  | –     | –     |
| Недійсні/чисті бюлетені                                          | 87.996    | –     | –     | –     |
| Загалом                                                          | 4.625.082 | 100   | 516   | ▬     |
| Зареєстровані виборці/явка                                       | 5.767.065 | 80,20 | -     | -     |
| Джерело: ANNO                                                    |           |       |       |       |

a  Кандидати. що балотувалися від Партії німецької свободи і Німецької національної партії були членами або Німецької народної партії. або Німецької прогресивної партії. які йшли спільним списком у деяких округах, 
b  Балотувалися як Словенська клерикальна партія у Штирії та Гориці і Градишки,
c  Балотувалися як Югославська соціал-демократична партія в Крайні,
d  Балотувалися як Польська клерикальна партія в Сілезії,

### За парламентськими групами
| Група                             | Місця | +/–  |
| --------------------------------- | ----- | ---- |
| Німецька національна асоціація    | 100   | ▲ 49 |
| Об'єднаний богемський клуб        | 84    | нові |
| Християнсько-соціальний союз      | 73    | ▼ 23 |
| Польський клуб                    | 70    | ▲ 15 |
| Клуб німецьких соціал-демократів  | 49    | ▼ 1  |
| Українська асоціація              | 28    | ▲ 3  |
| Хорватсько-словенський клуб       | 27    | нові |
| Клуб богемських соціал-демократів | 25    | ▲ 1  |
| Латинський союз                   | 21    | нові |
| Клуб польських соціал-демократів  | 9     | ▲ 3  |
| Далмацький клуб                   | 7     | нові |
| Незалежні                         | 23    | ▲ 11 |
| Загалом                           | 516   | ▬    |
| Джерело: Nohlen & Stöver          |       |      |